# مركز دبي للتوحد
مركز دبي للتوحد هو مركز خيري غير حكومي أُنشِئ كمؤسسة غير ربحية عام 2001 بإمارة دبي في دولة الإمارات العربية المتحدة من أجل دعم الأطفال المصابين بالتوحد ودمجهم بشكل فاعل في المجتمع من خلال تقديم البرامج التربوية والعلاجية لهم ودعم أسرهم والقائمين على رعايتهم وكذلك نشر الوعي باضطراب طيف التوحد بين أفراد المجتمع. ويقدم مركز دبي للتوحد مجموعة متنوعة من البرامج والخدمات المتخصصة التي تشمل التقييم الشامل والتدخل المبكر، إلى جانب برامج التعليم والتأهيل المهني، ويعمل المركز على اعتماد أساليب حديثة وفعالة في التعامل مع الأفراد ذوي التوحد، مثل منهجيات التعليم الشخصي والعلاج السلوكي المعرفي، مما يساعد في تعزيز مهاراتهم الاجتماعية والتواصلية، كما يقوم المركز بتوفير الدعم النفسي والاجتماعي لأسر الأطفال عبر ورش عمل ومحاضرات توعوية، تساعد في فهم التوحد وكيفية التعامل مع التحديات اليومية، ويسعى المركز إلى توفير فرص الاندماج الاجتماعي من خلال تنظيم فعاليات مشتركة مع المجتمع المحلي، كما يعمل المركز على تحقيق رؤية شاملة تعزز من حقوق الأشخاص ذوي التوحد، وتكفل لهم الفُرص المتكافئة في التعليم والعمل والحياة الاجتماعية.

## التاريخ
استطاع مركز دبي للتوحد في فترة قياسية الوصول إلى مصاف المراكز العالمية المتميزة، وقد تميز بتنظيمه للعديد من حملات التوعية من أبرزها حملة شهر أبريل السنوية للتوعية بالتوحد، الذي اتخذ من اليوم العالمي للتوحد (الثاني من أبريل) يوماً لانطلاق هذه الحملة. فكانت حملته الأولى للتوعية بالتوحد في شهر أبريل سنة 2006 والتي هدفت إلى التعريف بأعراض التوحد ونسب انتشاره المتزايدة، ومنذ ذلك الحين والمركز يطلق حملته في شهر أبريل من كل عام مسلطاً الضوء إعلامياً وميدنياً على قضايا جديدة تختلف عن الحملات السابقة. في عام 2007 سلط المركز الضوء في شهر أبريل على خصائص اضطراب التوحد والتصرفات المصاحبة له، أما في عام 2008 فقد هدف المركز في حملته إلى التعريف بالعلامات التحذيرية للتوحد وتشجيع مختلف فئات المجتمع على التواصل مع أطفال التوحد، وفي عام 2009 ركزت الحملة على مدى تأثير التوحد على الأسرة والمعاناة اليومية لوالدي أطفال التوحد، وفي عام 2010 تم تسليط الضوء على مدى ازدياد نسبة الإصابة بالتوحد مقارنة بالسنوات الماضية. وفي أبريل 2012 هدفت الحملة إلى التوعية بالصعوبات التي تواجهها الأسرة بشكل خاص والمجتمع بشكل عام في تقبل المصابين بالتوحد واحتوائهم ومساندتهم. وفي الحملة التوعوية الـ15 لسنة 2021 قدم المركز جلسات استشارية مجانية للأطفال المشتبه في إصابتهم بالتوحد عن طريق الحجز خلال شهر أبريل فقط، كما تم تنظيم عدداً من المحاضرات والورش الافتراضية للتوعية بالتوحد لأولياء الأمور، وفي الحملة الـ18 للعام 2024، أُطلق شعار " ثقة الآباء، تمكين الأبناء" كعنوان للحملة، واستمرت فعاليات الحملة لمدة شهر كامل تزامناً مع اليوم العالمي للتوحد الذي يوافق 2 أبريل.

## وحدة التعليم
يعتمد المركز على مبدأ الخطة التربوية الفردية وتكامل التخصصات المختلفة للتغلب على مثلث الصعوبات التي تواجه الأطفال المصابين بالتوحد والمتمثلة بضعف التواصل الاجتماعي وضعف التواصل اللفظي وغير اللفظي وعدم القدرة على اللعب.

## وحدة النطق والتواصل
استحدث مركز دبي للتوحد هذه الوحدة لتقييم وعلاج اضطرابات النطق واللغة والتواصل التي تعد من المشاكل الرئيسية المؤثرة على نظام التواصل ككل.

## وحدة العلاج الوظيفي والخدمات المساندة
يركز العلاج الوظيفي على ايصال الفرد إلى أعلى مستوى من الاستقلالية من خلال الأنشطة الوظيفية المختلفة.

## وحدة خدمة المجتمع
تهدف إلى نشر الوعي المجتمعي فيما يتعلق بالتوحد من خلال المحاضرات والندوات وورش العمل.

## تنمية الموارد البشرية المتخصصة
تقديم التدريب الذي يغطي مختلف المواضيع والتخصصات لضمان حصول العاملين على أحدث المعلومات والأساليب المتطورة في مجال العلاج التربوي.

## وحدة الاتصال والأعمال
تتركز جهود الوحدة في نشر الوعي حول التوحد وإشراك مختلف قطاعات المجتمع في قضية التوحد.

## أعضاء مجلس الإدارة
يتكون مجلس إدارة مركز دبي للتوحد من كل من:
- هشام القاسم: رئيس مجلس الإدارة، الرئيس التنفيذي لمجموعة وصل لإدارة الأصول
- سامي الريامي: نائب رئيس مجلس الإدارة، رئيس تحرير صحيفة "الإمارات اليوم" سابقاً
- الشيخة د.علياء حميد القاسمي: عضو مجلس الإدارة، الرئيس التنفيذي بالوكالة لقطاع الرعاية الاجتماعية والتنمية في هيئة تنمية المجتمع
- د.هند عبد الواحد الرستماني: عضو مجلس الإدارة
- صالحة الفلاسي: عضو مجلس الإدارة
- د.شيخة أحمد الرئيسي: عضو مجلس الإدارة
- محمد العمادي: عضو مجلس الإدارة، مدير عام مركز دبي للتوحد

## جوائز
- المركز الأول في فئة المؤسسات الخيرية المتميزة وذلك خلال احتفال أقيم في مسرح دائرة الشؤون الإسلامية والعمل الخيري بدبي في العام 2009.[8]

- جائزة الأعمال الإنسانية النبيلة للشرق الأوسط لعام 2010 خلال حفل توزيع الجوائز الإنسانية النبيلة في الشرق الأوسط.[9]
- الجائزة الأولى ضمن جوائز الشيخة لطيفة لإبداعات الطفولة  للعام 2011.[10]
- جائزة خليفة التربوية في مجال ذوي الإحتياجات الخاصة فئة العاملين والفنيين خلال حفل توزيع جوائز خليفة التربوية في دورتها الخامسة لعام 2012.[11]